# Christian Gotthilf Salzmann

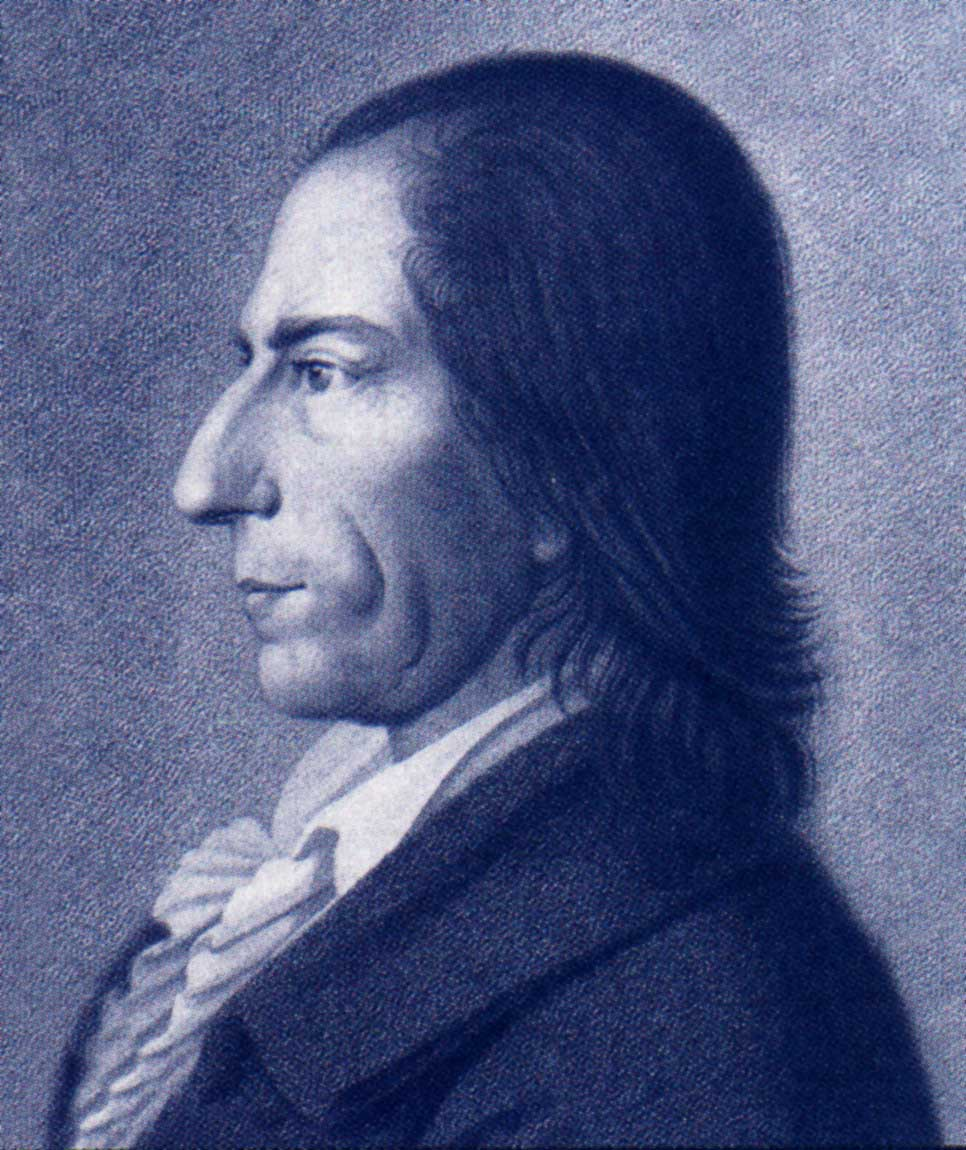
Christian Gotthilf Salzmann.

Christian Gotthilf Salzmann, född 1 juni 1744 i Sömmerda, död 31 oktober 1811 i Schnepfenthal (numera en stadsdel i Waltershausen), var en tysk pedagog, en av de främsta av de så kallade filantropisterna, vilka försökte vidareutveckla Johann Bernhard Basedows idéer.
Salzmann studerade teologi i Jena och blev 1781 predikant i Erfurt, men antog samma år en kallelse till den filantropistiska läroanstalten i Dessau, där han verkade som religionslärare och höll predikningar utan konfessionell karaktär.
Efter tre år lämnade han denna befattning och upprättade själv med understöd av hertigen av Sachsen-Gotha en läroanstalt i Schnepfenthal. Han tillämpade där till stor del filantropisternas idéer. Han lade särskild vikt vid elevernas fysiska träning och vid hans anstalt verkade Johann Christoph Friedrich GutsMuths, den tyska gymnastikens grundläggare. Salzmann var även en av de första som insåg slöjdens betydelse i undervisningen. Han införde hembygdskunskapen som geografins grundläggande del och ville ge sina elever förståelse för naturen samt i det hela bygga deras kunskaper mer på egna iakttagelser än på undervisning. Han gav sin anstalt prägeln av ett hem och ledde den med kärleksfull, patriarkalisk anda.
Han utövade även ett omfattande författarskap. I Krebsbüchlein oder Anweisung zu einer unvernunftigen Erziehung der Kinder (1780; "Kräftgången", 1886) kritiserar han de fel som oförstående föräldrar brukar göra. Det positiva motstycket lämnar han i Ameisenbüchlein oder Anweisung zu einer vernunftigen Erziehung der Erzieher (1806; "Lilla myran", 1897). Den mest fullständiga framställningen av hans pedagogik finns i Noch etwas über die Erziehung nebst Ankündigung einer Erziehungsanstalt (1784), som han utgav som program vid öppnandet av anstalten i Schnepfenthal.